# Hipofiză
Hipofiza (latină: hypophysis) sau glanda pituitară (latină: glandula pituitaria) este o glandă endocrină nepereche cu structură complexă și cu funcții, de asemenea, multiple și complexe. Hipofiza are mărimea unui bob de fasole, cu masa de 0,5–0,8 g. Diametrul transversal are 12–15 mm, cel sagital 10–12 mm, iar cel vertical 5–8 mm. Hipofiza este situată în fosa hipofizară a șeii turcești a osului sfenoid, pe fața inferioară a encefalului, înaintea tuberculilor mamilari și înapoia chiasmei optice. Ea este acoperită de o formațiune a durei mater – diafragmul șeii, înzestrat cu un mic orificiu prin care trece infundibulul ce unește hipofiza cu tuber cinereum.
Din punct de vedere fiziologic, glanda hipofiză este împărțită în două porțiuni distincte: hipofiza anterioară, denumită și adenohipofiză și hipofiza posterioară, denumită și neurohipofiză. Hipofiza anterioară secretă șase hormoni foarte importanți și mulți alții mai puțin importanți, iar hipofiza posterioară secretă doi hormoni importanți.

## Conformație externă

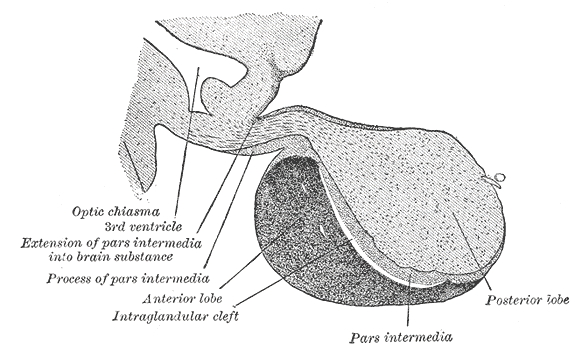
Lobii hipofizei (reprezentare din Anatomia lui Henry Gray)

Hipofiza prezintă o capsulă fibroasă externă, alcătuită din țesut conjunctiv lamelar, care aderă de cortul hipofizei și de pereții șeii turcești. Hipofiza este împărțită în trei lobi: lobul anterior, lobul intermediar și lobul posterior. La om, lobul intermediar este redus în dimensiuni. În schimb, la vertebratele inferioare, în special la pești și amfibieni, lobul intermediar este considerat un centru major de integrare neuroendocrină. În general, lobul intermediar nu este bine dezvoltat la tetrapode și este complet absent la păsări.

## Conformație internă

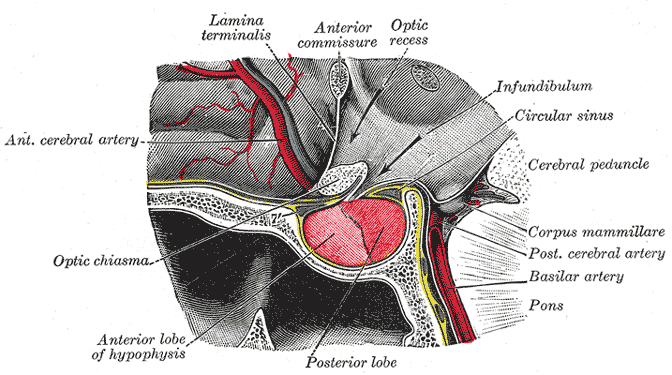
Secțiune sagitală prin hipofiză (reprezentare din Anatomia lui Henry Gray)

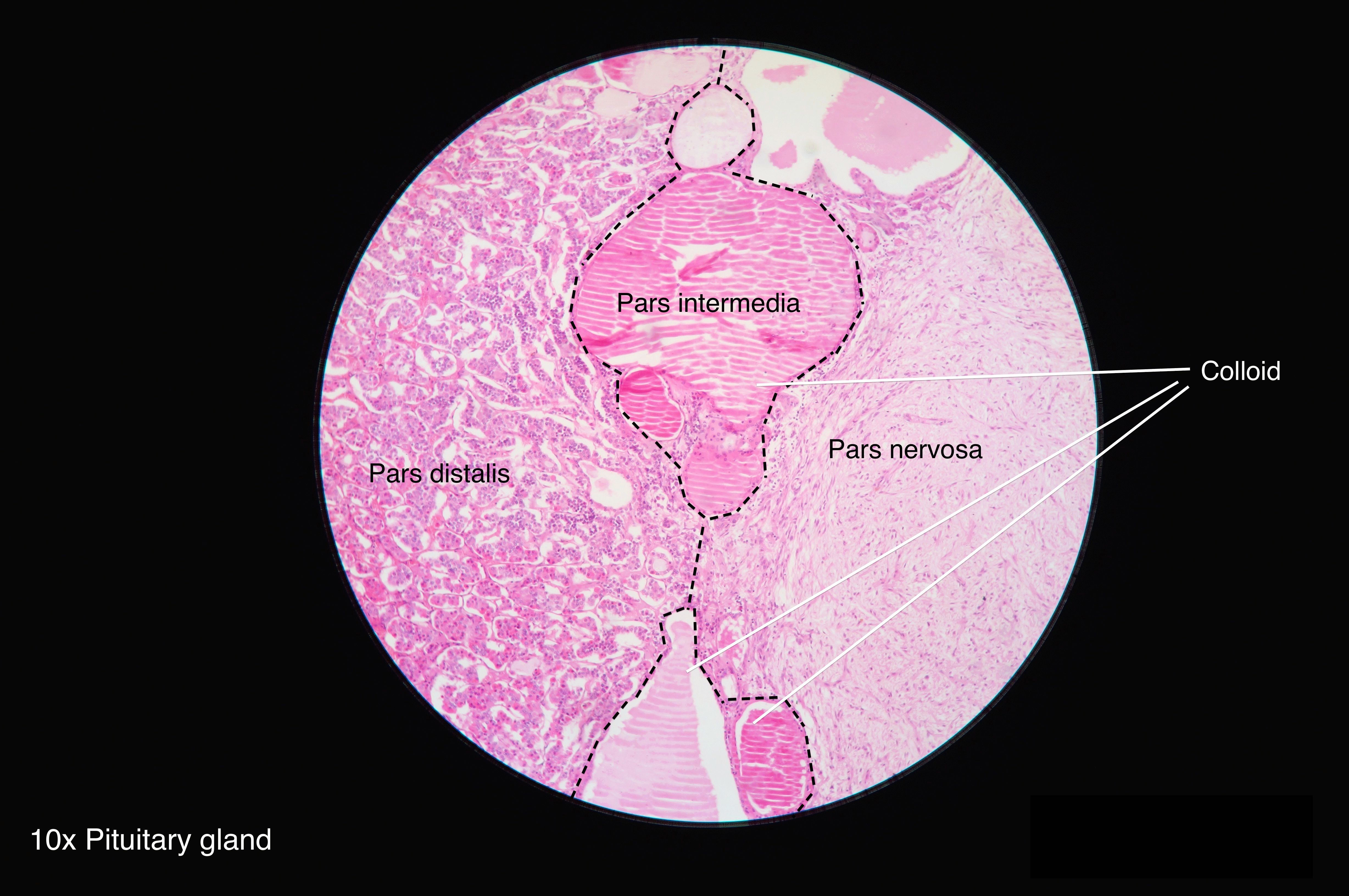
Histologia hipofizei

### Adenohipofiză
Lobul anterior sau adenohipofiza este constituit din trei porțiuni: porțiunea distală (pars distalis), cea mai voluminoasă, porțiunea tuberală (pars tuberalis) și porțiunea intermediară (pars intermedia). Toate trei derivă din punga Rathke, un diverticul ectodermal al cavității bucale primitive (stomodeum). Adenohipofiza prezintă o prelungire ascendentă pe fața anterioară a glandei, sub denumirea de prelungire limbiformă.
Porțiunea distală a lobului anterior este învelită de o capsulă fibroasă proprie, de origine durală, care trimite în interior septe incomplete. Parenchimul conține cordoane de celule epiteliale anastomozate între ele. Se mai întâlnesc foliculi plini cu material coloidiform, numeroase capilare sinusoide și o rețea fină de reticulină. Nu conține fibre nervoase, reglarea ei făcându-se pe cale umorală. Porțiunea intermediară prezintă o structură epitelială cu spații intercelulare cu îngrămădiri de coloid, chiste sau bule de coloid. Celulele epiteliale ale lobului intermediar pot forma, prin pătrundere în lobul posterior, insule epiteliale ale neurohipofizei. Porțiunea tuberală are o stromă bogată. Celulele dispuse în cordoane sunt mai puțin diferențiate ca în porțiunea distală.
În secțiunile impregnate cu coloranți, cum ar fi hematoxilina sau eozina, se disting trei tipuri de celule adenohipofizare:
- acidofile – au citoplasmă care se colorează în roșu sau portocaliu;
- bazofile – au citoplasmă care se colorează în albastru;
- cromofobe – au citoplasmă care se colorează foarte slab.

| Acidofile | Celule care conțin hormoni polipeptidici: - hormonul de creștere (somatotropina; GH); - prolactina (PRL).                                                                  |
| Bazofile  | Celule care conțin hormoni glicoproteici: - tireotropina (TSH); - gonadotropinele: hormonul luteinizant (LH) și hormonul foliculostimulant (FSH); - corticotropina (ACTH). |
| Cromofobe | Pot fi acidofile sau bazofile care s-au degranulat și astfel nu mai conțin hormoni. Unele pot reprezenta celule stem care nu s-au diferențiat încă în celule endocrine.    |

În funcție de tipul de hormon secretat, s-a propus și o altă clasificare a acestor celule:
| Tip de celule                          | Hormon secretat | %     |
| -------------------------------------- | --------------- | ----- |
| Somatotropea                           | STH/GH          | 50    |
| Lactotropea                            | PRL             | 10–25 |
| Corticotropea                          | ACTH            | 10–20 |
| Tirotropea                             | TSH             | 10    |
| Gonadotropea                           | LH și FSH       | 10    |
| Foliculostelateb                       | –               | ?     |
| a Celule granulare b Celule agranulare |                 |       |

### Neurohipofiză
Lobul posterior sau neurohipofiza este constituit, de asemenea, din trei porțiuni. Porțiunea majoră poartă numele de pars nervosa; se întinde posterior de pars intermedia și se continuă cu tija infundibulară și eminența mediană. Neurohipofiza derivă din neuroectodermul podelei ventriculului al III-lea. Este formată din fibrele nervoase amielinice ale tractului hipotalamo-hipofizar și din celule nevroglice diferențiate, numite pituicite. Neurohipofiza conține vase sangvine și capilare, la acestea din urmă terminându-se numeroase fibre nervoase. Atât în neurohipofiză cât și în tija hipofizei se află bule de coloid (corpi glanulari sau hialini).
Neurohipofiza este fundația structurală a unui sistem neuro-umoral care coordonează echilibrul hidric și funcția de reproducere prin acțiunea a doi hormoni: vasopresina și oxitocina. Ambele sunt nonapeptide produse de celulele neurosecretoare ale nucleilor supraoptic și paraventricular ai hipotalamusului. Axonii acestor neuroni modificați se proiectează prin infundibul în hipofiza posterioară. La capătul lor terminal prezintă dilatații numite corpi Herring. Aceștia conțin granule de ADH sau oxitocină, legate de proteine de transport. Vasopresina sau hormonul antidiuretic (ADH) este principalul regulator endocrin al excreției renale a apei, facilitând răspunsurile fiziologice adaptative pentru a menține volumul plasmatic și osmolalitatea plasmei. Oxitocina este importantă în parturiție și lactație.